# Leonard B. Jordan

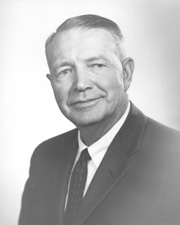

Leonard Beck (Len) Jordan (ur. 15 maja 1899 w Mount Pleasant w stanie Utah, zm. 30 czerwca 1983 w Boise w stanie Idaho) – polityk amerykański, działacz Partii Republikańskiej, przedsiębiorca, farmer.
Zasiadał w legislaturze stanowej Idaho (1947–1949). W latach 1951–1955 pełnił funkcję gubernatora tego stanu. Od 1962 do 1973 był senatorem 2. klasy z Idaho. 
30 grudnia 1924 poślubił Grace Edgington (1892–1985). Jego żona była pisarką i dziennikarką. Małżeństwo miało dwóch synów i córkę.